# Labuh Baru
Labuh Baru is een bestuurslaag in het regentschap Payakumbuh van de provincie West-Sumatra, Indonesië. Labuh Baru telt 2137 inwoners (volkstelling 2010).